# Parque Estadual Rio da Onça
Parque Estadual Rio da Onça är en park i Brasilien.   Den ligger i delstaten Paraná, i den södra delen av landet, 1 100 km söder om huvudstaden Brasília. Parque Estadual Rio da Onça ligger 14 meter över havet.
Terrängen runt Parque Estadual Rio da Onça är platt åt nordost, men västerut är den kuperad. Havet är nära Parque Estadual Rio da Onça åt sydost.Närmaste större samhälle är Guaratuba, 11,3 km söder om Parque Estadual Rio da Onça. 